# Hôtel de Marisy
L'Hôtel Marisy  est un hôtel particulier du XVIe siècle situé à Troyes au 9, rue Charbonnet, dans le département de l’Aube.

## Localisation
L'hôtel se trouve pris entre les rues des Chats, rue Charbonnet et la rue des Quinze-vingt (en lien avec l'institution parisienne) ; cette rue s'appelait avant rue Gris-d'Arcis, rue du Mortier d'Or, de la Saulnerie, Gérard de Nivelle, des Lorgnes ou Colas Verdey.

## Présentation
Le terrain et la maison étaient la propriété de Nicolas Hennequin, marchand drapier de Troyes. Il vendait en 1486 ce bien à sa sœur utérine Ysabeau de Louvemont, épouse de François de Marisy.
C'est Claude de Marisy, ancien maire de la ville et fils de François, qui a construit cet hôtel vers 1532. Après le grand incendie de 1524, il acquiert d'anciens hôtels entre 1526 et 1532. Une tourelle de style Renaissance, des pilastres et armoiries sculptés et une échauguette y sont représentés. Ces armes sont celles de sa femme Michelle Molé, de sa mère Isabeau de Lamprémont et les siennes. La maison passait à sa fille Anne qui épousait Bernard Angenoust, lieutenant général à Sens, conseiller du Roi. Puis à leur fille Marie Angenoust qui épousait Jean Le Mairat, seigneur de Droupt et conseiller du Roi. Lors de sa visite à Troyes en 1563, le Roi Charles IX y logea. 
L'assemblée du département, qui prend le nom de conseil général, s'installe dans l'hôtel à partir du 8 juillet 1790 jusqu'en 1794, avant de s'installer dans l'Abbaye Notre-Dame-aux-Nonnains.
L'Hôtel de Marisy est classé parmi les monuments historiques depuis 1862 et fut restauré n 1870 par Eugène Millet qui était élève de Viollet-le-Duc. Le propriétaire M. Evrard fut pressé par la municipalité de restaurer son bien qui menaçait de tomber dans la rue, il fit appel à l'architecte inspecteur des édifices diocésains, Millet reprit entièrement la façade de la rue Charbonnet et une grande partie de celle sur la rue des Quinze-vingt. Les architectes de Troyes M.P. Naples et M. Boulanger durent respecter l'alignement sur la rue imposé par la municipalité. La tourelle d'angle du premier étage fut remontée, l'entrée transférée rue Charbonnet et le bâtiment en bois de la ruelle des Chats fut détruit.

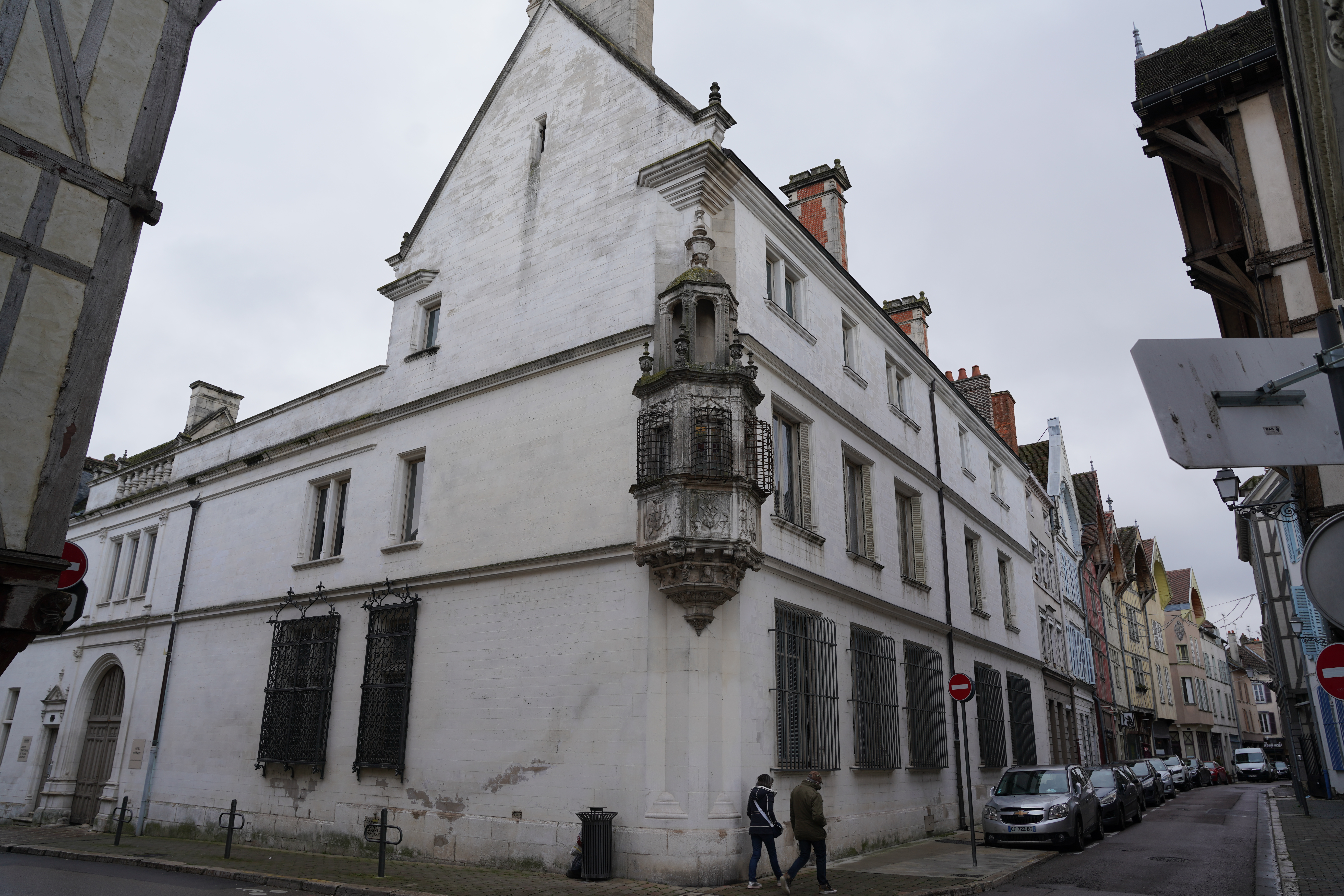
Façade rue Charbonnet à gauche des Quinze-Vingt à droite,
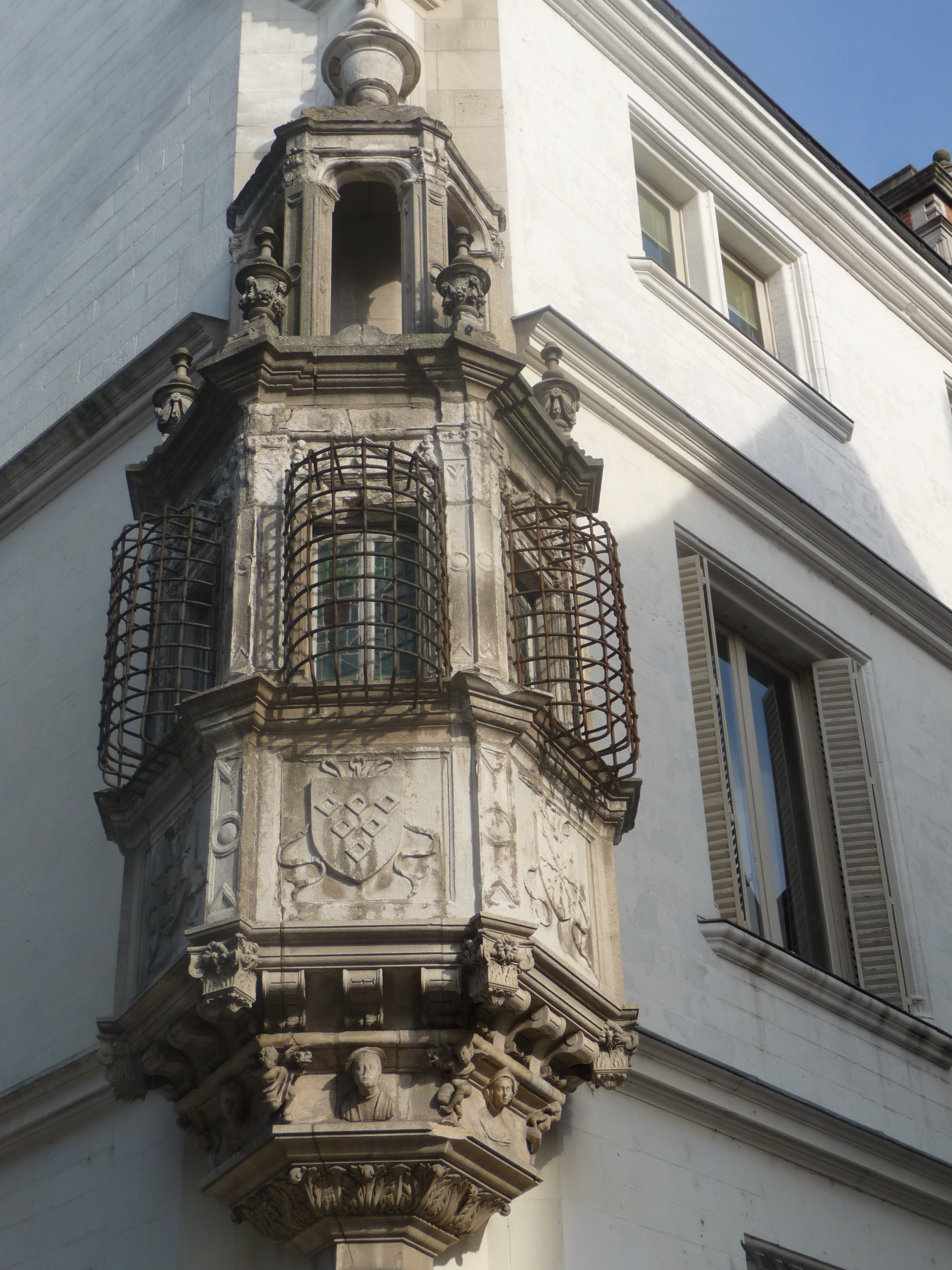
et détails,
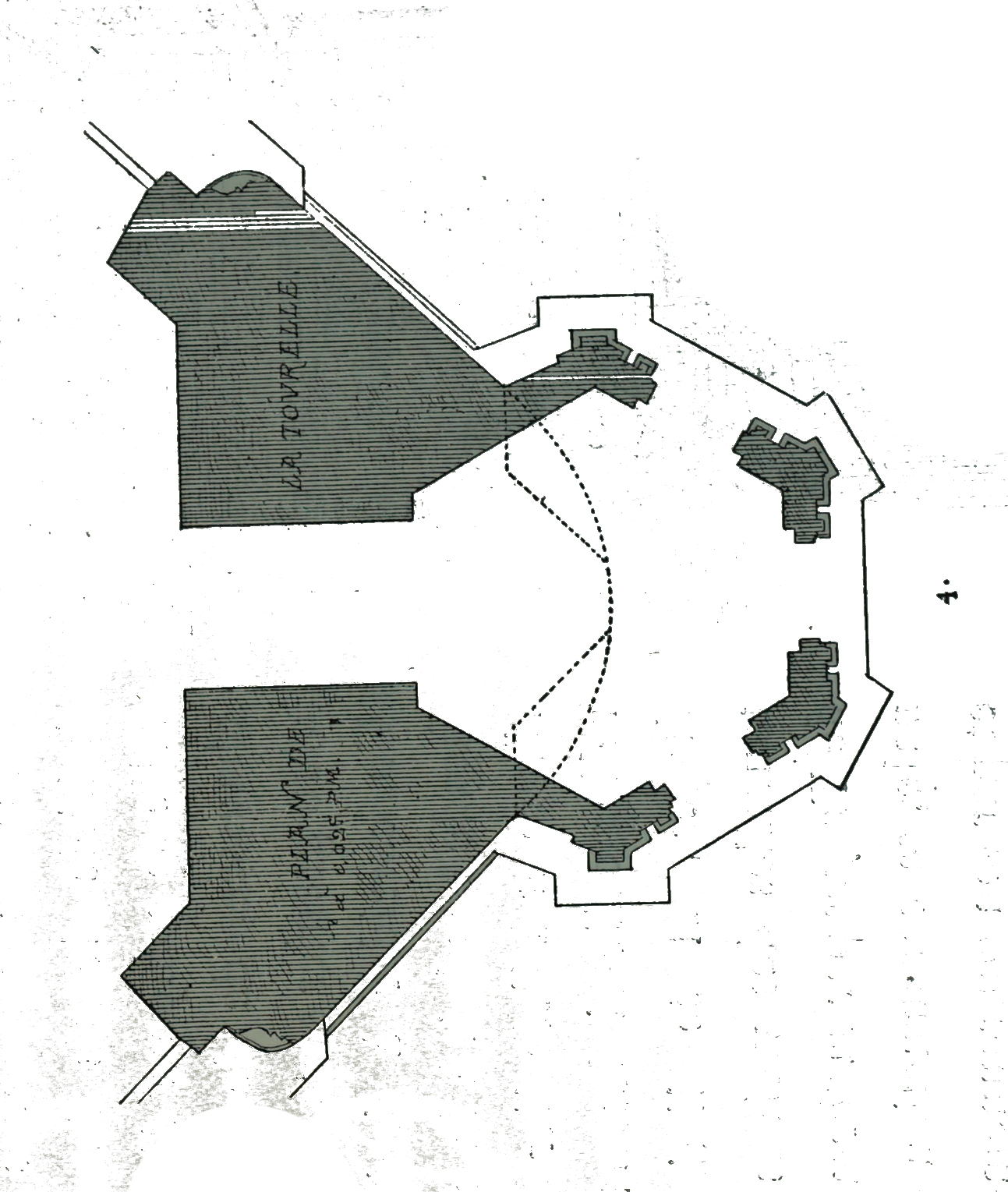
en coupe,
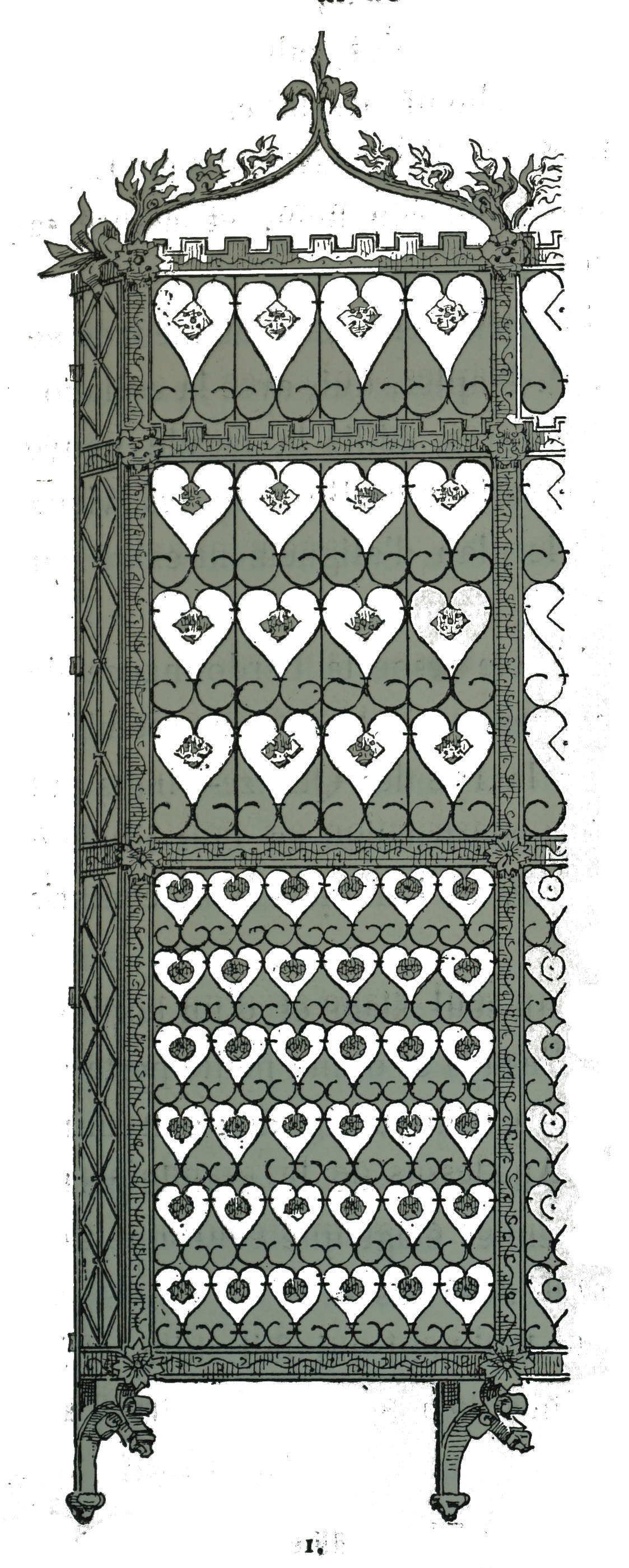
cabaust du rez-de-chaussée,
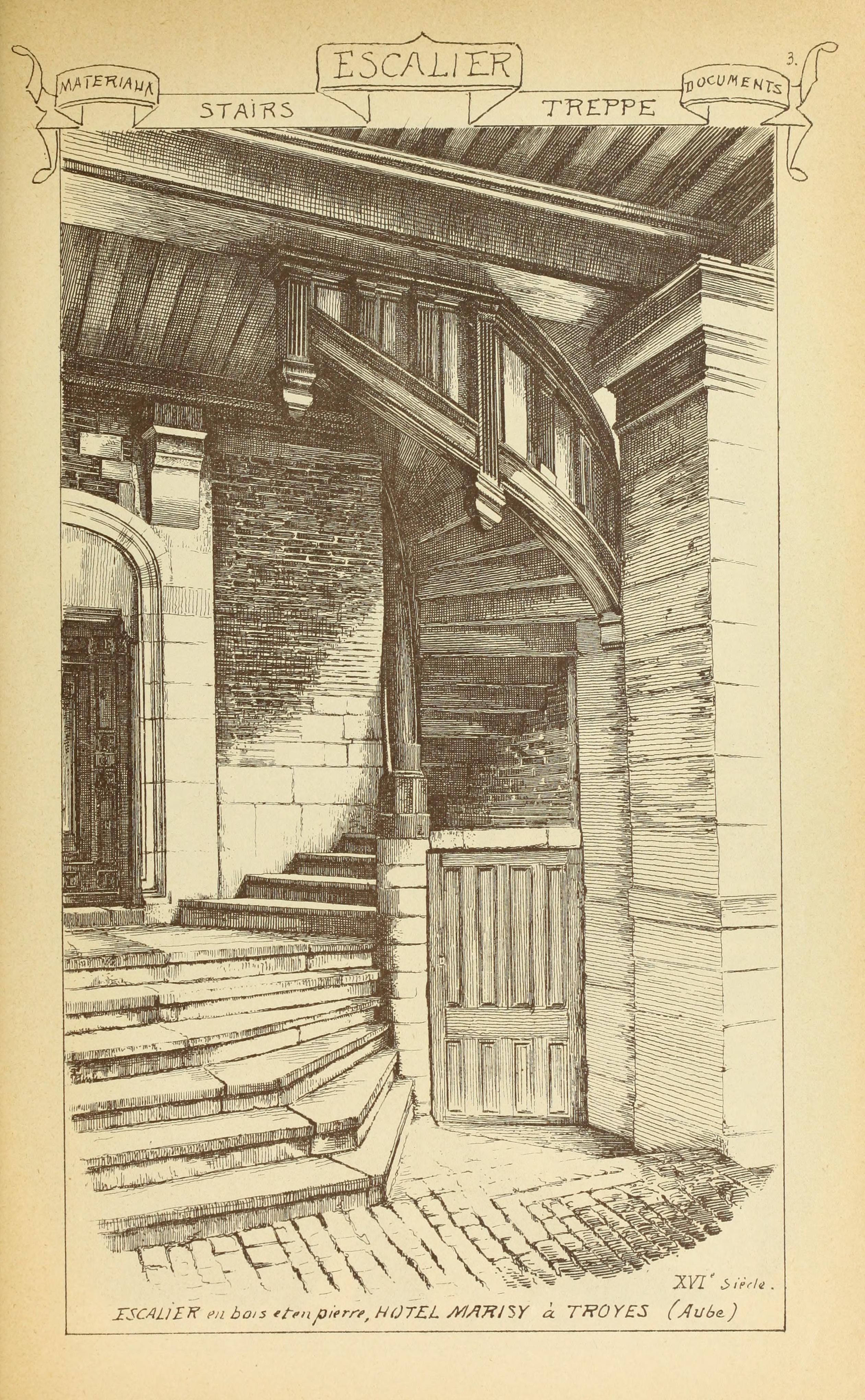
intérieur.
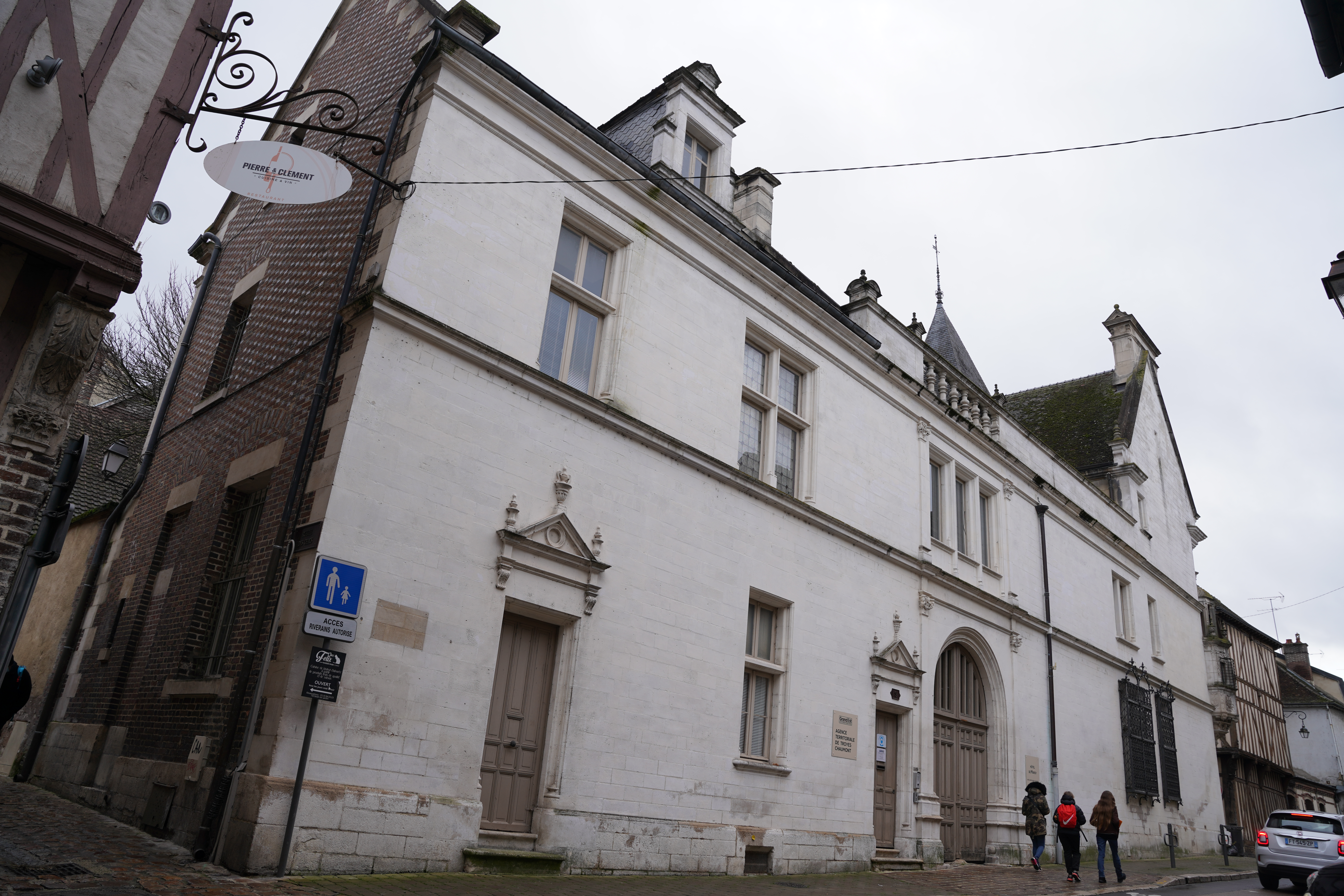
son portail et l'entrée de la ruelle des Chats.